# NGC 1503
NGC 1503 é uma galáxia espiral barrada (SB0-a) localizada na direcção da constelação de Reticulum. Possui uma declinação de -66° 02' 26" e uma ascensão recta de 3 horas, 56 minutos e 33,3 segundos.
A galáxia NGC 1503 foi descoberta em 2 de Novembro de 1834 por John Herschel.